# Francesco Barbaro
Francesco Barbaro (né v. 1390 à Venise et mort en 1454 dans la même ville) est un humaniste, une personnalité politique et un diplomate italien du XVe siècle, au service de la république de Venise.

## Biographie
Gouverneur de Brescia, Francesco Barbaro montre une grande adresse à mener les affaires politiques. Il défend la ville contre les forces du duc de Milan et, malgré les divisions des assiégés, la famine et la peste, résiste pendant trois ans à l'ennemi et le force à se retirer.
Disciple de Chrysoloras, on lui doit le livre De re uxoria (publié plus tard à Paris en 1513), quelques harangues et des lettres.